# Estación de Sant Just Centre
La estación de Sant Just Centre será una estación de la línea 3 del metro de Barcelona. Se ubicará en el cruce de la calle Major y la Rambla. Se construirá a unos 30 metros de profundidad  "entre pantallas". La estación tendrá dos andenes laterales de 5 metros de ancho. Estará equipada con ascensores y escaleras mecánicas. La estación no se abrirá al público hasta el 2030.